# Droomland Amerika
Droomland Amerika is een achtdelige documentaireserie voor de Nederlandse televisie over de Verenigde Staten. De serie werd geregisseerd door Hans Pool, gepresenteerd door Eelco Bosch van Rosenthal en acht weken lang elke zondagavond uitgezonden door de VPRO op NPO 2. Vier jaar later zouden Pool en Bosch van Rosenthal samen De slag om Texas maken.

## Inhoud
In de aanloop naar de Amerikaanse presidentsverkiezingen 2016 probeert Eelco Bosch van Rosenthal te ontdekken wat de problemen zijn waarmee de hedendaagse Verenigde Staten worstelt en de parallel te trekken tussen Amerika en Nederland. Ook zoekt hij naar doeners die niet wachten op overheidsingrijpen, maar zelf positief aan de slag gaan.

## Afleveringen
| Afl. | Titel                   | Vanuit                    | Onderwerp                                                                                           | Uitzenddatum      |
| ---- | ----------------------- | ------------------------- | --------------------------------------------------------------------------------------------------- | ----------------- |
| 1    | Youngstown - De Belofte | Youngstown, Ohio          | De ingestorte staalindustrie                                                                        | 11 september 2016 |
| 2    | Chinatown               | Arcadia, L.A., Californië | Een rijke blanke buurt wordt langzaam Chinees                                                       | 18 september 2016 |
| 3    | Chiraq                  | Chicago, Illinois         | South Side (Chicago), bendeoorlogen, politiegeweld en Black Lives Matter                            | 25 september 2016 |
| 4    | Niemandsland            | Rio Grande City, Texas    | Illegale immigratie, corruptie en drugsgeweld                                                       | 2 oktober 2016    |
| 5    | Mississippi             | Mississippi               | Gezondheidsproblemen, slavernijgeschiedenis, en de blues in de Mississippi Delta                    | 9 oktober 2016    |
| 6    | Palo Alto               | Palo Alto, Californië     | Armoede en rijkdom in Silicon Valley                                                                | 16 oktober 2016   |
| 7    | De plaag                | Rutland, Vermont          | Drugsproblematiek (heroïne en fentanyl) in het progressieve, rurale, en witte Vermont               | 23 oktober 2016   |
| 8    | Het systeem             | Washington D.C.           | Citizens United en corruptie in het Congres; de ondemocratische status van het District of Columbia | 30 oktober 2016   |

## Ontvangst
Recensent Hans Beerekamp van de NRC vergeleek Droomland Amerika met de deels gelijktijdig lopende KRO-NRCV-serie De Verenigde Staten van Eva.  Hij concludeerde dat de aanpak vrij journalistiek was, het aandeel van regisseur Hans Pool relatief belangrijk was en Bosch van Rosenthal de Amerikaanse droom "effectief naar Fabeltjesland verwijst". Julien Althuisius van de Volkskrant maakte ook de vergelijking met het programma van Eva Jinek en concludeerde dat Eelco Bosch van Rosenthal een benadering had die "nieuwsgierig en journalistiek" was "met de speelruimte om af en toe een beetje droog te zijn" en noemde het programma "gedegen". Televisierecensent Han Lips van Het Parool merkte op dat de serie beter 'De Amerikaanse Nachtmerrie' had kunnen heten.